# ドノスティア賞
ドノスティア賞（ドノスティアしょう、スペイン語: Premio Donostia、バスク語: Donostia Saria）は、スペインの映画祭であるサン・セバスティアン国際映画祭で俳優または監督に送られる生涯功労賞。サン・セバスティアン国際映画祭で最も名誉ある賞である。「ドノスティア」とは映画祭開催地のサン・セバスティアンのバスク語名である。

## 歴史
サン・セバスティアン国際映画祭は1952年に創設され、1957年に国際映画製作者連盟(FIAPF)公認（Aカテゴリー）の国際映画祭となった。1986年にドノスティア賞が創設され、アメリカ人俳優であるグレゴリー・ペックが初回の受賞者となった。
2018年には日本の映画監督である是枝裕和が受賞し、アジア人として初の受賞者となった。

## 受賞者

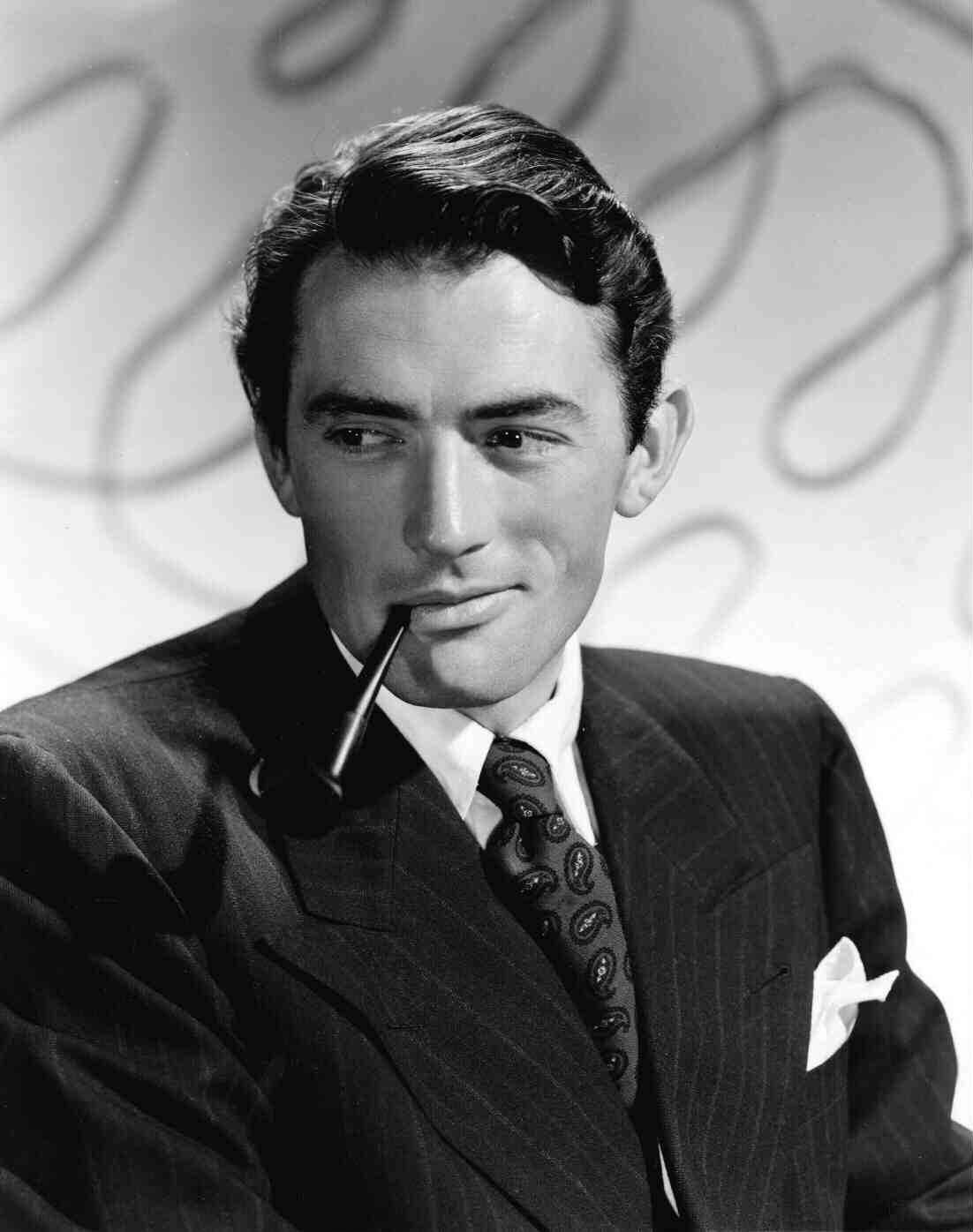
1986年に受賞したグレゴリー・ペック

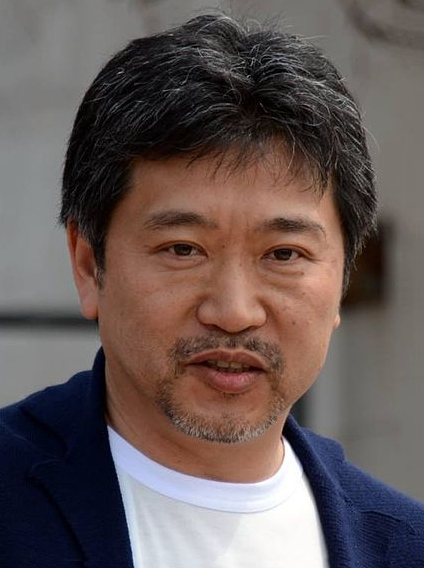
2018年に受賞した是枝裕和

| 年   | 受賞者 |
| ---- | --- |
| 1986 | グレゴリー・ペック                                                                                         |
| 1987 | グレン・フォード                                                                                           |
| 1988 | ヴィットリオ・ガスマン                                                                                     |
| 1989 | ベティ・デイヴィス                                                                                         |
| 1990 | クローデット・コルベール                                                                                   |
| 1991 | アンソニー・パーキンス                                                                                     |
| 1992 | ローレン・バコール                                                                                         |
| 1993 | ロバート・ミッチャム                                                                                       |
| 1994 | スーザン・サランドン、カトリーヌ・ドヌーヴ                                                                 |
| 1995 | ラナ・ターナー、アンソニー・クイン                                                                         |
| 1996 | アル・パチーノ                                                                                             |
| 1997 | マイケル・ダグラス、ジェレミー・アイアンズ                                                                 |
| 1998 | ジャンヌ・モロー、アンソニー・ホプキンス、ジョン・マルコヴィッチ                                           |
| 1999 | アンジェリカ・ヒューストン、フェルナンド・フェルナン・ゴメス、ヴァネッサ・レッドグレイヴ                   |
| 2000 | マイケル・ケイン、ロバート・デ・ニーロ                                                                     |
| 2001 | ジュリー・アンドリュース、ウォーレン・ベイティ、フランシスコ・ラヴァル                                     |
| 2002 | ジェシカ・ラング、ボブ・ホスキンス、デニス・ホッパー、フランシス・フォード・コッポラ                       |
| 2003 | ロバート・デュヴァル、ショーン・ペン、イザベル・ユペール                                                   |
| 2004 | アネット・ベニング、ジェフ・ブリッジス、ウディ・アレン                                                     |
| 2005 | ウィレム・デフォー、ベン・ギャザラ                                                                         |
| 2006 | マックス・フォン・シドー、マット・ディロン                                                                 |
| 2007 | リヴ・ウルマン、リチャード・ギア                                                                           |
| 2008 | メリル・ストリープ、アントニオ・バンデラス                                                                 |
| 2009 | イアン・マッケラン                                                                                         |
| 2010 | ジュリア・ロバーツ                                                                                         |
| 2011 | グレン・クローズ                                                                                           |
| 2012 | オリバー・ストーン、ユアン・マクレガー、トミー・リー・ジョーンズ、ジョン・トラボルタ、ダスティン・ホフマン |
| 2013 | カルメン・マウラ、ヒュー・ジャックマン                                                                     |
| 2014 | デンゼル・ワシントン、ベニチオ・デル・トロ                                                                 |
| 2015 | エミリー・ワトソン                                                                                         |
| 2016 | シガニー・ウィーバー、イーサン・ホーク                                                                     |
| 2017 | リカルド・ダリン、モニカ・ベルッチ、アニエス・ヴァルダ                                                     |
| 2018 | 是枝裕和、ダニー・デヴィート、ジュディ・デンチ                                                             |
| 2019 | ペネロペ・クルス、コスタ＝ガヴラス、ドナルド・サザーランド                                                 |
| 2020 | ヴィゴ・モーテンセン                                                                                       |
| 2021 | ジョニー・デップ、マリオン・コティヤール                                                                   |
| 2022 | ジュリエット・ビノシュ、デヴィッド・クローネンバーグ                                                       |